# Cooperstown (Nowy Jork)
Cooperstown – wieś w Stanach Zjednoczonych, w stanie Nowy Jork, w hrabstwie Otsego.